# Alcedo meninting
Il martin pescatore dalle orecchie bianche (Alcedo meninting Horsfield, 1821) è un uccello coraciforme della famiglia degli Alcedinidi.

## Distribuzione
Questa specie occupa un areale piuttosto vasco che va dall'India sud-occidentale alle isole più orientali dell'arcipelago indonesiano attraverso tutto il Sud-est asiatico e l'Indocina, arrivando a nord fino all'Himalaya.
Il suo habitat è costituito principalmente dai corsi d'acqua permanenti che scorrono fra la densa vegetazione tropicale al di sotto dei 1000 m d'altezza: più raramente può essere osservato anche in zone d'acqua stagnante o paludosa o nei mangrovieti.

## Descrizione

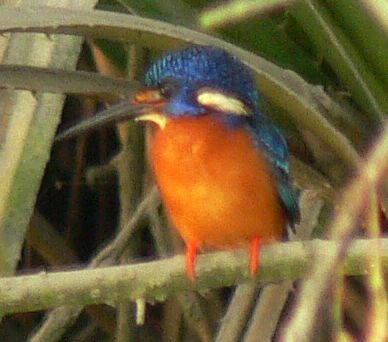
Un martin pescatore dalle orecchie bianche: notare l'assenza dell'arancio dalla testa, caratteristica tipica invece del martin pescatore europeo.

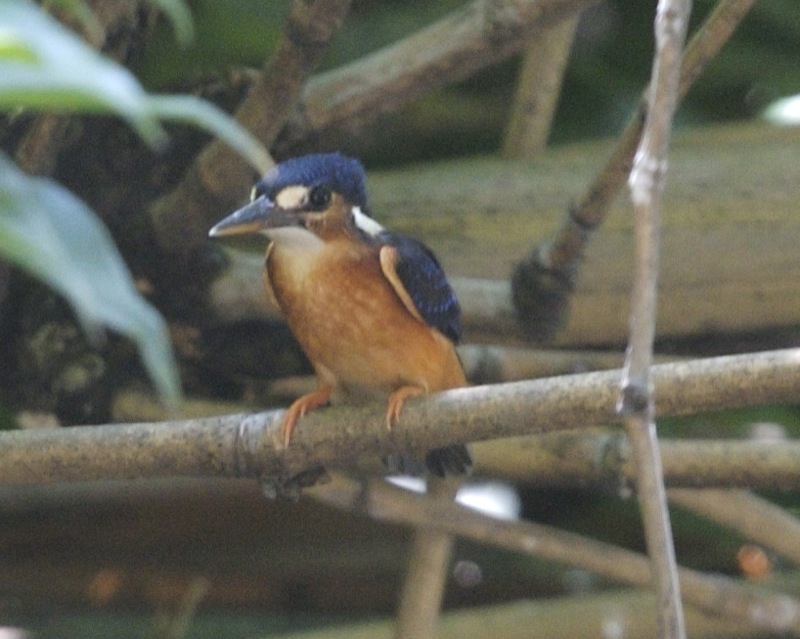
Un giovane martin pescatore dalle orecchie bianche lascia notare la presenza dell'arancione sulle guance.

### Dimensioni
Misura fino a circa 16 cm di lunghezza, di cui poco più di un terzo spettano al lungo becco conico, per un'apertura alare che raggiunge i 18 cm ed un peso che si mantiene al di sotto dei 30 g.

### Aspetto
Il martin pescatore dalle orecchie bianche è estremamente simile al congere ed affine martin pescatore comune, col quale convive in gran parte del suo areale. Si distingue da esso per le minori dimensioni e la colorazione più accesa sia della parte dorsale del corpo (che in questa specie assume un colore blu cobalto molto intenso) che nella parte ventrale (di colore arancio carico). Mancano invece le macchie guanciali rossicce tipiche del congenere europeo, le quali, sebbene presenti ni giovani (che si differenziano invece dal martin pescatore comune per la presenza di maculature su gola e petto ed il becco di colore rosso con punta bianca), vengono perse nell'età adulta lasciando spazio a una macchia bianca che si continua dietro la nuca.

## Biologia

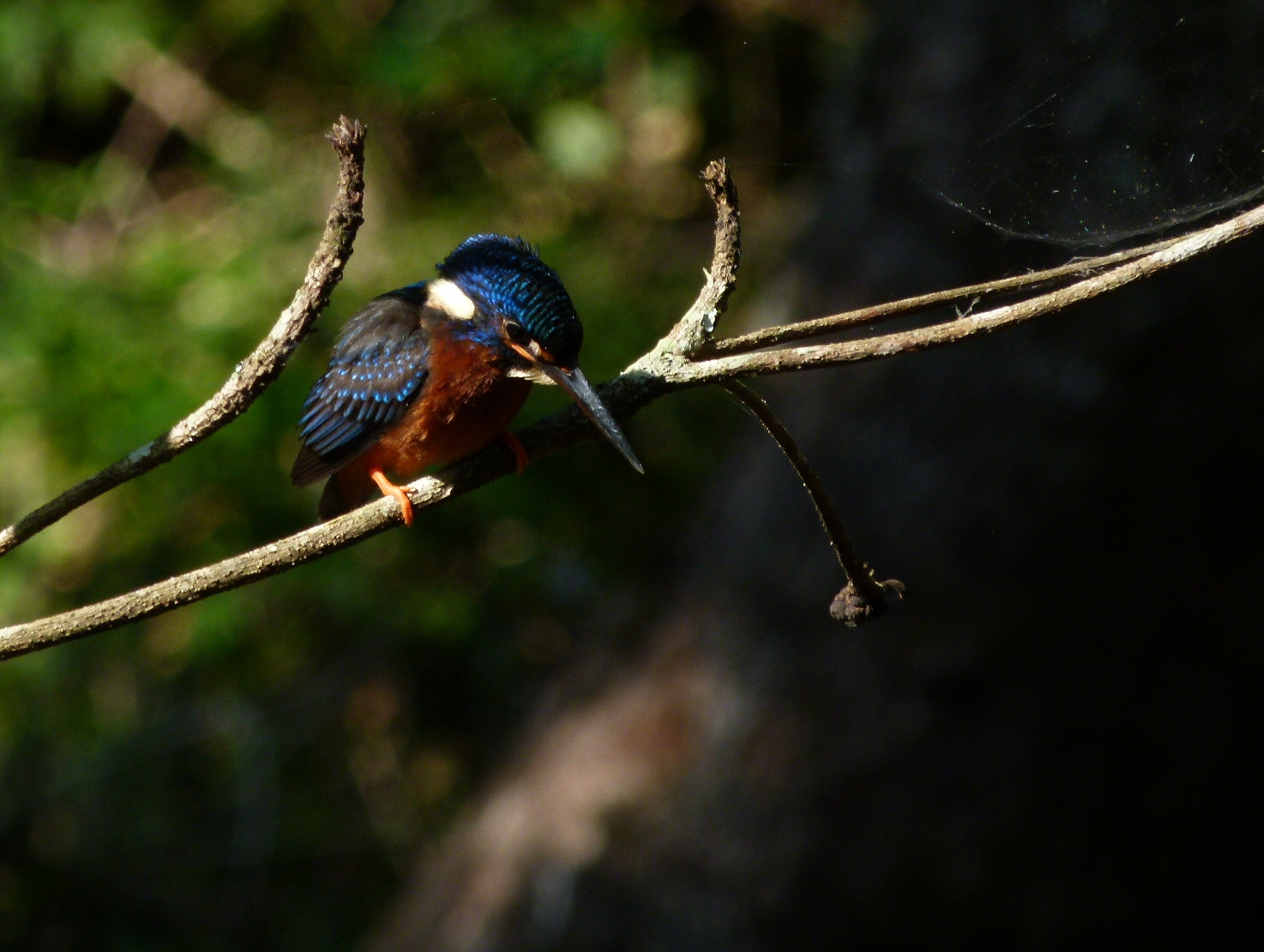
Un martin pescatore dalle guance bianche osserva il pelo dell'acqua alla ricerca di movimenti che indichino la presenza di prede.

Il martin pescatore dalle guance bianche è principalmente residente nel proprio areale. Esso è un uccello principalmente diurno e solitario, che delimita un territorio circoscritto e comprendente un certo tratto di un corso d'acqua lungo il quale l'animale si procaccia il cibo. Per fare ciò, questo uccello passa il tempo appollaiato su un ramo sporgente sull'acqua, osservando attentamente il pelo dell'acqua per cogliere i movimenti delle prede, costituite principalmente da piccoli pesci, invertebrati acquatici e le loro larve, girini, ma anche altri insetti non strettamente legati all'acqua come cavallette e mantidi religiose: quando scorge qualcosa, il martin pescatore dalle orecchie bianche si tuffa prontamente in acqua catturando la preda e riportandola al proprio punto d'osservazione, dove se necessario provvede a finirla sbattendola con violenza contro il legno o le rocce per poi mangiarla intera, partendo dalla testa.
Le abitudini di vita strettamente solitarie di questi animali cambiano durante il periodo degli amori, che cade fra gennaio e febbraio(maggio-giugno nelle regioni settentrionali dell'areale): allora questi uccelli si riuniscono in coppie, coi due genitori che si avvicendano nella costruzione del nido (una galleria negli argini fluviali lunga circa un metro e terminante in una camera ovale in cui vengono deposte le uova, sferoidali e di colore bianco), nella cova del nido e nell'allevamento dei piccoli, che schiudono dopo circa tre settimane e s'involano dopo meno di un mese.

## Tassonomia
Nell'ambito dell'areale piuttosto vasto occupato da questo uccello, comprendente inoltre numerose isole, sono presenti popolazioni che si differenziano dalla forma tipica anche piuttosto marcatamente per la colorazione del piumaggio, alcune delle quali vengono considerate come sottospecie. Il Congresso Ornitologico Internazionale (2012) ne riconosce 5:
- Alcedo meninting meninting Horsfield, 1821 - la sottospecie nominale, diffusa nella penisola malese, nelle Filippine, lungo la costa occidentale di Sumatra oltre che a Giava, Lombok, Sulawesi e nelle isole Banggai e Sula;
- Alcedo meninting coltarti Baker, 1919 - con becco e coda più corti rispetto alla sottospecie nominale diffusa dal subcontinente indiano all'Indocina, comprendente anche la popolazione dell'India orientale, in passato considerata come sottospecie a sé stante col nome di Alcedo meninting laubmanni[6];
- Alcedo meninting phillipsi Baker, 1927 - di dimensioni maggiori e di colorazione più scura rispetto alla sottospecie nominale, comprendente le popolazioni residenti sull'isola di Sri Lanka e secondo alcuni autori anche quelle diffuse nei Ghati orientali;
- Alcedo meninting rufigastra Walden, 1873 - più piccola e dalla colorazione dorsale tendente al verdino, endemica delle isole Andamane;
- Alcedo meninting scintillans Baker, 1919 diffusa lungo le zone costiere della penisola malese;

Altre sottospecie, come A. m. callima, A. m. proxima ed A. m. subviridis non vengono attualmente considerate come tali in quanto non differiscono significativamente dalle popolazioni locali morfologicamente e genotipicamente.